# Петтингер, Мэтт
Мэтт Петтингер (англ. Matt Pettinger; род. 22 октября 1980, Эдмонтон) — канадский хоккеист, левый нападающий. в 2000 году был выбран на драфте НХЛ во 2 раунде под общим 43-м номером клубом «Вашингтон Кэпиталз». Участник чемпионата мира 2006 года в составе сборной Канады. Член Спортивного зала славы Большой Виктории с 2021 года.

## Статистика
```
                                            --- Regular Season ---  ---- Playoffs ----
Season   Team                        Lge    GP    G    A  Pts  PIM  GP   G   A Pts PIM
--------------------------------------------------------------------------------------
1998-99  U. of Denver                NCAA   38    6   14   20   52
1999-00  U. of Denver                NCAA   19    2    6    8   49
1999-00  Calgary Hitmen              WHL    27   14    6   20   41  11   2   6   8  30
2000-01  Portland Pirates            AHL    64   19   17   36   92   2   0   0   0   4
2000-01  Washington Capitals         NHL    10    0    0    0    2  --  --  --  --  --
2001-02  Portland Pirates            AHL     9    3    3    6   24  --  --  --  --  --
2001-02  Washington Capitals         NHL    61    7    3   10   44  --  --  --  --  --
2002-03  Portland Pirates            AHL    69   14   13   27   72   3   0   2   2   2
2002-03  Washington Capitals         NHL     1    0    0    0    0  --  --  --  --  --
2003-04  Washington Capitals         NHL    71    7    5   12   37  --  --  --  --  --
2005-06  Washington Capitals         NHL    71   20   18   38   39  --  --  --  --  --
2006-07  Washington Capitals         NHL    64   16   16   32   22  --  --  --  --  --
2007-08  Washington Capitals         NHL    56    2    5    7   25  --  --  --  --  --
2007-08  Vancouver Canucks           NHL    20    4    2    6   11  --  --  --  --  --
2008-09	 Manitoba Moose	             AHL     2    3    0    3    0  --  --  --  --  --
2008-09	 Tampa Bay Lightning	     NHL    59	  8    7   15	24  --  --  --  --  --
2009-10	 Manitoba Moose	             AHL    54   14   16   30   31  --  --  --  --  --
2009-10  Vancouver Canucks           NHL     9    1    2    3    6   1   0   0   0   0
2010-11	 Kölner Haie	             DEL    44	 14   31   45	32   5   1   2   3   2
2011-12	 Kölner Haie (''A'')	     DEL    52	 14   23   37	40   6   2   4   6   6
2012-13	 Hamburg Freezers	      ET     8    3    4    7   22  --  --  --  --  --
2012-13	 Hamburg Freezers	     DEL    49	  9   20   29	42   6   1   3   4   2
2013-14	 Hamburg Freezers	      ET     8    2    5    7    6  --  --  --  --  --
2013-14	 Hamburg Freezers	     DEL     8    3    2    5    4   0   0   0   0   0
--------------------------------------------------------------------------------------
         NHL Totals                        278   50   42   92  144

```

## Личная жизнь
Мэтт родом из хоккейной семьи: двоюродный дедушка — хоккеист Гордон Петтингер (1911—1986), играл в НХЛ; брат двоюродного дедушки — хоккеист Эрик Петтингер (1904—1968), играл в НХЛ; дядя — хоккеист Билл Петтингер (1948—2019), как и Мэтт, играл за «Денвер Пионерс» в NCAA.
Отец — риэтор Рик. Мэтт по окончании спортивной карьеры тоже стал работать риэлтором в Виктории. Жена — Челси, дети — Эбби и Люк.